# Algarrobo del Águila
Algarrobo del Águila è una città dell'Argentina, capoluogo del dipartimento di Chical Co nella provincia di La Pampa.